# Tanaecia semperi
Tanaecia semperi är en fjärilsart som beskrevs av Otto Staudinger 1889. Tanaecia semperi ingår i släktet Tanaecia och familjen praktfjärilar. Inga underarter finns listade i Catalogue of Life.